# 5-Decin
5-Decin ist eine chemische Verbindung aus der Gruppe der Alkine. Es besitzt das Grundgerüst des Decans mit einer C≡C-Dreifachbindung an der 5-Position.
5-Decin (Dibutylethin) gehört mit 4-Octin (Dipropylethin), 3-Hexin (Diethylethin) und 2-Butin (Dimethylethin) zu den symmetrischen Alkinen.